# Gare de Laguépie
La gare de Laguépie est une gare ferroviaire française, de la ligne de Brive-la-Gaillarde à Toulouse-Matabiau via Capdenac, située sur le territoire de la commune de Laguépie, dans le département de Tarn-et-Garonne en région Occitanie.
Elle est mise en service en 1858 par la Compagnie du chemin de fer de Paris à Orléans (PO).
C'est une halte voyageurs de la Société nationale des chemins de fer français (SNCF) du réseau TER Occitanie, desservie par des trains express régionaux.

## Situation ferroviaire
Établie à 156 mètres d'altitude, la gare de Laguépie est située au point kilométrique (PK) 299,822 de la ligne de Brive-la-Gaillarde à Toulouse-Matabiau via Capdenac, entre les gares de Najac et de Lexos.

## Histoire
La station de « La Guépie » est mise en service le 30 août 1858 par la Compagnie du chemin de fer de Paris à Orléans (PO), lorsqu'elle ouvre à l'exploitation le chemin de fer de Montauban à Capdenac qu'elle a reprise, encore en travaux, le 11 avril 1857 lors du démantèlement de la Compagnie du chemin de fer Grand-Central de France. La station est édifiée sur la rive droite de l'Aveyron.
En 2014, c'est une gare voyageurs d'intérêt local (catégorie C : moins de 100 000 voyageurs par an de 2010 à 2011), qui dispose de un quai et un abri.

## Service des voyageurs

### Accueil

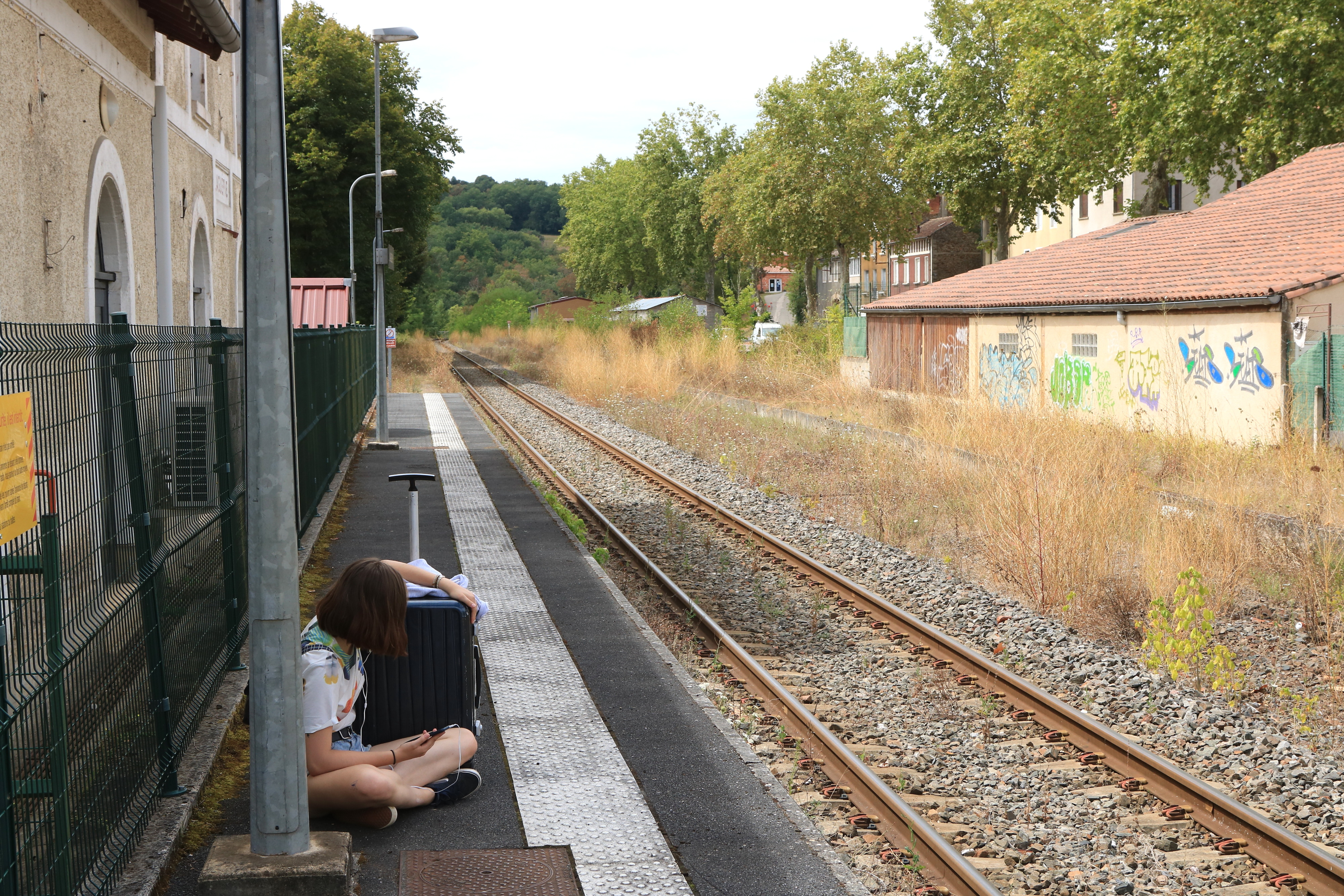
Quai vu en direction de Toulouse.

Halte SNCF, c'est un point d'arrêt non géré (PANG) à accès libre.

### Desserte
Laguépie est desservie par des trains TER Occitanie circulant entre Capdenac et Toulouse-Matabiau.

### Intermodalité
Un parking pour les véhicules (18 places) y est aménagé. 

## Patrimoine ferroviaire
L'ancien bâtiment voyageurs situé à côté de l'entrée de la halte et une ancienne halle à marchandises.